# Facundo Bazzi
Facundo Bazzi (* 17. März 1982 in La Plata) ist ein argentinischer Straßenradrennfahrer.
Facundo Bazzi gewann 2001 eine Etappe bei der Doble San Francisco-Miramar und konnte so auch die Gesamtwertung für sich entscheiden. In der Saison 2003 gewann er ein Teilstück bei der Vuelta a Mendoza, 2005 war er bei einem Tagesabschnitt des Clásica del Oeste-Doble Bragado erfolgreich und 2007 gewann er die dritte Etappe bei der Rutas de América. Bei der argentinischen Meisterschaft 2009 belegte er den zweiten Platz im Straßenrennen. Nachdem dem Sieger Pablo Brun wegen Dopings der Sieg nachträglich aberkannt wurde, war Bazzi der neue nationale Meister.

## Erfolge
2010
- Argentinischer Meister – Straßenrennen